# ایستگاه گروه باناک
ایستگاه گروه باناک (به انگلیسی: Station Group Banak) یک فرودگاه نظامی و همگانی با کد یاتا LKL است که یک باند فرود آسفالت, some بتن دارد و طول باند آن ۲۷۸۴ متر است. این فرودگاه در کشور نروژ قرار دارد و در ارتفاع ۸ متری از سطح دریا واقع شده است.